# Língua yogad
Yogad é uma língua Filipina falada principalmente em Echague, Isabela e em outras cidades próximas da província do norte das Filipinas. O censo de 1990 atestou cerca de 16 mil falantes 
O Antropólogo H. Otley Beyer em seu catálogo de grupos étnicos das Filipinas em 1917descreve Yogad como uma variante da língua gaddans e o povo como um subgrupo do povo Gaddang. Glottolog atualmente agrupa a língua como membro do grupo  Gaddangic ; em 2015, no entanto, Ethnologue colocou o Yogad como um membro separado da família de idiomas  Ibanagic . Godfrey Lambrecht, CICM, também distinguiu separadamente os povos que falavam os dois idiomas.

## Escrita
O alfabeto latino usado pelo Yogad tem 21 letras sendo 16 consoantes e 5 vogais.
| Maiúsculas | A   | B   | K   | D   | E   | F   | G   |
| Minúsculas | a   | b   | k   | d   | e   | f   | g   |
| ---------- | --- | --- | --- | --- | --- | --- | --- |
| IPA        | /a/ | /b/ | /k/ | /d/ | /ɛ/ | /f/ | /ɡ/ |
| Maiúsculas | H   | I   | L   | M   | N   | NG  | O   |
| Minúsculas | h   | i   | l   | m   | n   | ng  | o   |
| IPA        | /h/ | /i/ | /l/ | /m/ | /n/ | /ŋ/ | /o/ |
| Maiúsculas | P   | R   | S   | T   | U   | W   | Y   |
| Minúsculas | p   | r   | s   | t   | u   | w   | y   |
| IPA        | /p/ | /ɾ/ | /s/ | /t/ | /u/ | /w/ | /j/ |

## Amostra de texto
Sample text (Mangngan Da)
Cambasao te mangan da. Nacagacu ra si Innang. Cambasao, cambasao. Yu yaccan ay sinapa. Mappasensiya quitam ambit. Te awan tu cuarto tam. Natu lelao, natu lelao. Magyaccan quitam tu baca.
Português
Venha aqui, é hora de comer. A me terminou de cozinhar. Venha aqui, venha aqui. Nossa comida é peixe defumado. Sejamos pacientes por um tempo. Porque não temos dinheiro. Para amanhã, para amanhã. Vamos comer um pouco de carne. .